# My War
My War là album phòng thu thứ hai của ban nhạc hardcore punk người Mỹ Black Flag. Nó được phát hành năm 1984 qua SST Records; trên mặt B của LP, ban nhạc chuyển sang thứ âm thanh chậm, nặng nề được ảnh hưởng bởi Black Sabbath, điều này gây nhiều tranh luận trong cộng đồng người hâm mộ, do ban nhạc đã dẫn đầu phong cách hardcore punk nhanh, tốc độ trong album đầu tay, Damaged (1981).
Sau một khoảng thời gian vướng phải những rắc rối pháp lý khiến họ không thể sử dụng tên nhóm khi thu âm, Black Flag trở lại phòng thu với ý tưởng âm nhạc mới, kết hợp những nhiều phong cách hơn khiến những fan punk "chính thống" khó chấp nhận. Đội hình từ năm thành viên thu lại còn ba: hát chính Henry Rollins, tay trống Bill Stevenson, và tay guitar Greg Ginn. Ginn thực hiện phần bass dưới tên "Dale Nixon" do tay bass Chuck Dukowski rời nhóm không lâu trước khi bắt đầu tiến trình thu âm; hai ca khúc trong album là do Dukowski viết.
Sáu track trên mặt A của LP là hardcore nhanh, thô ráp với kiểu guitar solo khác thường trong punk. Trên mặt B là ba track có phong cách doom metal, mỗi track dài hơn 6 phút với nhịp độ chậm, nặng nề. My War là nguồn ảnh hưởng lớn cho sự phát triển của sludge metal và grunge.

## Bối cảnh

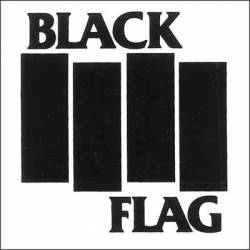
Logo của The Black Flag

Năm 1978, Greg Ginn biến quán đồ điện tử Solid State Transmitters thành SST Records để phát hành EP đầu tay Nervous Breakdown của Black Flag. Không lâu sau SST cũng bắt đầu phát hành nhạc phẩm của các nghệ sĩ khác, khởi đầu với Paranoid Time (1980) của Minutemen.
Black Flag thu âm album đầu tay Damaged năm 1981 tại Unicorn Studios và thu xếp một hợp đồng với hãng đĩa chủ phòng thu Unicorn Records, liên quan đến MCA Records. Al Bergamo của MCA ngăn việc phát hành sau khi nghe album, gọi nó là "anti-parent". Ban nhạc phân phối 20,000 đĩa Damaged đã được in, trên đó có một cái nhãn ghi câu "anti-parent" của Bergamo. Rắc rối pháp lý nổ ra khi SST đòi tiền hoa hồng từ Unicorn và Unicorn kiện ngược lại thành công, khiến Ginn và tay bass Chuck Dukowski chịu tù 5 ngày cùng lệnh cấm họ phát hành nhạc phẩm dưới tên nhóm. Unicorn phá sản năm 1983, giúp ban nhạc thoát khỏi lệnh huấn thị.
Sau Damaged, Black Flag tiếp nhận phạm vi ảnh hưởng rộng hơn, gồm doom metal của Saint Vitus và những nhóm hardcore thử nghiệm hơn như Flipper, Void, và Fang. Ban nhạc cũng quay lại ảnh hưởng thời kỳ đầu từ Black Sabbath, MC5, và the Stooges để hỗ trợ cho các ý tưởng mới thay vì phụ thuộc vào tốc độ như trước đó. Trong một bài phỏng vấn năm 1983 với Mark Arm, họ cũng thể hiện sự thán phục với ban nhạc heavy metal Dio.

## Danh sách ca khúc
| Mặt A | Mặt A                           | Mặt A               | Mặt A      |
| STT   | Nhan đề                         | Sáng tác            | Thời lượng |
| ----- | ------------------------------- | ------------------- | ---------- |
| 1.    | "My War"                        | Chuck Dukowski      | 3:46       |
| 2.    | "Can't Decide"                  | Greg Ginn           | 5:22       |
| 3.    | "Beat My Head Against the Wall" | Ginn                | 2:34       |
| 4.    | "I Love You"                    | Dukowski            | 3:27       |
| 5.    | "Forever Time"                  | Ginn, Henry Rollins | 2:30       |
| 6.    | "The Swinging Man"              | Ginn, Rollins       | 3:04       |

| Mặt B | Mặt B                 | Mặt B         | Mặt B      |
| STT   | Nhan đề               | Sáng tác      | Thời lượng |
| ----- | --------------------- | ------------- | ---------- |
| 7.    | "Nothing Left Inside" | Ginn, Rollins | 6:44       |
| 8.    | "Three Nights"        | Ginn, Rollins | 6:03       |
| 9.    | "Scream"              | Ginn          | 6:52       |

## Bảng xếp hạng
| Bảng xếp hạng  | Vị trí cao nhất |
| -------------- | --------------- |
| UK Indie Chart | 5               |

## Thành phần tham gia

### Black Flag
- Henry Rollins – hát
- Greg Ginn – guitar, bass (dưới tên "Dale Nixon"), sản xuất
- Bill Stevenson – trống, sản xuất

### Thành phần kỹ thuật
- Spot – sản xuất, kỹ thuật, phối khí
- Raymond Pettibon – bìa

#### Đầu sách
- Azerrad, Michael (2001). Our Band Could Be Your Life: Scenes from the American Indie Underground, 1981–1991. Little, Brown and Company. ISBN 978-0-316-24718-4.
- Cameron, Keith (2014). Mudhoney: The Sound and the Fury from Seattle. Voyageur Press. ISBN 978-0-7603-4661-7.
- Chick, Stevie (2011). Spray Paint the Walls: The Story of Black Flag. PM Press. ISBN 978-1-60486-584-4.[liên kết hỏng]
- Cross, Charles; Gaar, Gillian; Gendron, Bob; Martens, Todd; Yarm, Mark (2013). Nirvana: The Complete Illustrated History. Voyageur Press. ISBN 978-0-7603-4521-4.{{Chú thích sách}}:  Quản lý CS1: ref trùng mặc định (liên kết)
- Earles, Andrew (2014). Gimme Indie Rock: 500 Essential American Underground Rock Albums 1981-1996. Voyageur Press. ISBN 978-0-7603-4648-8.
- Lazell, Barry (1997). Indie Hits: 1980–1989: The Complete U.K. Independent Charts (Singles & Albums). Cherry Red Books. ISBN 978-0-9517206-9-1.
- Martin, Bill (2002). Avant Rock: Experimental Music from the Beatles to Bjork. Open Court. ISBN 978-0812695007.[liên kết hỏng]
- Parker, James (2000). Turned On: A Biography of Henry Rollins. Rowman & Littlefield. ISBN 978-0-8154-1050-8.
- Waksman, Steve (2009). This Ain't the Summer of Love: Conflict and Crossover in Heavy Metal and Punk. University of California Press. ISBN 978-0-520-94388-9.

#### Khác
- Christgau, Robert. "Robert Christgau: Black Flag reviews". Village Voice Consumer Guide. Truy cập ngày 9 tháng 1 năm 2015.{{Chú thích web}}:  Quản lý CS1: ref trùng mặc định (liên kết)
- Dougan, John. "My War: Black Flag". AllMusic. Truy cập ngày 10 tháng 7 năm 2014.{{Chú thích web}}:  Quản lý CS1: ref trùng mặc định (liên kết)
- Hampton, Howard (ngày 17 tháng 4 năm 1984). "Black Flag: Waving Goodbye to the World". The Phoenix. tr. 8. {{Chú thích báo}}: |section= bị bỏ qua (trợ giúp)
- Jarvis, Clay (ngày 1 tháng 9 năm 2003). "Black Flag - My War". Stylus Magazine. Bản gốc lưu trữ ngày 3 tháng 3 năm 2016. Truy cập ngày 10 tháng 12 năm 2014.
- Yo, Tim (tháng 4 năm 1984). "Black Flag – My War LP". Maximumrocknroll. số 13.{{Chú thích tạp chí}}:  Quản lý CS1: ref trùng mặc định (liên kết)